# Ingrid Bergman (Rose)
Ingrid Bergman die von Poulsen 1986 eingeführt wurde. Sie stammt aus der Sorte (syn. Red Star) und einem Sämling ab. Ingrid Bergman hat einzeln stehende, klassisch dunkelrote, samtartige, bis zu 10 cm große Blüten, die aus langen, schwarzroten Knospen von Juni bis September aufblühen und leicht duften. Sie ist als Schnittrose geeignet.
Ingrid Bergman ist für eine Teehybride ungewöhnlich winterhart bis −29 °C (USDA-Zone 5), regenfest, wächst als kompakter, robuster Strauch mit bis zu 100 cm Höhe. Sie eignet sich zur Anpflanzung als Beetrose und für Gruppenpflanzungen. Die großen, glänzenden Blätter sind beim Austrieb kupferfarben, später dunkelgrün.
Die Rosensorte wurde nach der schwedischen Schauspielerin Ingrid Bergman (1915–1982) benannt.

## Auszeichnungen (Auswahl)
- James Mason GM 2003
- Kopenhagen GM 2002
- Weltrose 2000
- Belfast GM 1995
- Den Haag 1987
- Madrid GM 1986